# 백마고지 (드라마)
《백마고지》는 KBS 1TV에서 1986년 6월 24일부터 1986년 6월 25일까지 방영한 6.25 특집 드라마이다.
이 드라마는 6.25 전쟁 당시 10일간의 전투에서 24차례나 주인이 바뀐 백마고지의 처절한 전투현장을 재조명하며, 9사단장 김종오 소장과 중공군 38사령관 강옹휘의 지략대결을 펼쳐보였다. 또한 연극무대에서 활동하던 배우 박용수가 주인고인 김종오 장군 역을 맡아 차분하고 지적인 분위기로 시청자들의 눈을 사로잡으며 좋은 평가를 받았다.

## 출연진
- 박용수 : 김종오 역
- 선우재덕
- 이덕근
- 이문수
- 장정국
- 방희 : 김종오의 아내 역